# Três Barras
Três Barras es un municipio brasileño del estado de Santa Catarina. Tiene una población estimada al 2022 de 19 746 habitantes. Ubicado en la frontera con Paraná, pertenece a la Región metropolitana del Norte-Nordeste Catarinense.
En el municipio se encuentra la Floresta Nacional de Três Barras, una reserva natural de 4 385.33 hectáreas.

## Historia
Três Barras fue construida a finales del Siglo XIX tras la instalación de la empresa aserradora americana Southern Brazil Lumber and Colonization Company. En 1938, bajo el gobierno de Getúlio Vargas, la empresa fue nacionalizada. A principios del Siglo XX, el poblado recibió colonos europeos. Três Barras fue escenario de la Guerra del Contestado.
El municipio se emancipó de Canoinhas el 23 de diciembre de 1960.